# Boletín Avriense
Boletín Auriense (abreviado Bol. Auriense) es una revista científica española editada por el Grupo Marcelo Macías y el Museo Arqueológico Provincial de Ourense. 

## Historia
La publicación comienza su andadura en 1971. Es considerada continuadora del Boletín del Museo Arqueológico Provincial de Orense (1943 - 1953) y del Boletín de la Comisión Provincial de Monumentos Históricos y Artísticos de Orense (1898 - 1960).

## Características
Se trata de una revista arbitrada que incluye artículos de arqueología, historia, arte, etnografía, botánica o literatura. Una parte importante de su contenido está dedicado al territorio de la provincia de Orense.

## Anexos de Boletín Auriense
Desde 1982 junto a la publicación periódica comenzaron a editarse de forma separada investigaciones que por su extensión superaban los límites de un artículo convencional. Son las monografías denominadas anexos de Boletín Auriense.
1 PEREZ OUTEIRIÑO, Bieito (1982) De ourivesaría castrexa. I. Arracadas. Ourense: Grupo Marcelo Macías 
 2 SIERRA RODRÍGUEZ, Xosé Carlos (1984) El depósito del Bronce Final de Samiera. Ourense: Grupo Marcelo Macías ISBN 84-398-4349-6 
 3 BARRIOCANAL LÓPEZ, Yolanda (1985) El arte popular. Los petos de ánimas. Ourense: Grupo Marcelo Macías ISBN 84-398-4014-4 
 4 RODRÍGUEZ GONZÁLEZ, Xulio; SEARA CARBALLO, Alfredo (1985) San Xes de Francelos. Ourense: Grupo Marcelo Macías ISBN 84-398-4561-8 
 5 AA.VV. (1986) Santa Clara de Allariz. Ourense: Grupo Marcelo Macías ISBN 84-398-4349-6 
 6 AA.VV. (1986) Monacato galego. Sexquimilenario de San Bieito. Ourense: Grupo Marcelo Macías ISBN 84-505-4680-X 
 7 MORENO FELIU, P.; FERNÁNDEZ de ROTA y MONTER, J.A.; FIDALGO SANTAMARIÑA, X. A. (1987) Traballos comunais no mundo rural. Ourense: Grupo Marcelo Macías ISBN 84-505-4681-8 
 8 ENRIQUEZ PARADELA, C. (1987) Colección diplomática del Monasterio y Convento de Santo Domingo de Ribadavia. Ourense: Grupo Marcelo Macías ISBN 84-505-4876-4 
 9 FERREIRA PRIEGUE, E. (1988) Los caminos medievales de Galicia. Ourense: Grupo Marcelo Macías ISBN 84-505-7318-1 
  10 GALLEGO DOMINGUEZ, O. (1988) La organización administrativa territorial de la antigua provincia de Ourense a mediados del siglo X. Ourense: Grupo Marcelo Macías ISBN 84-505-7865-5 
 11 GARCÍA MAÑÁ, L.M. (1988) La frontera hispano-lusa en la provincia de Ourense. Ourense: Grupo Marcelo Macías ISBN 84-505-8219-9 
 12 FERRO COUSELO, X.; LORENZO FERNÁNDEZ, J. (1988) La Capilla y Santuario del Santísimo Cristo de la Catedral de Ourense. Ourense: Grupo Marcelo Macías ISBN 84-505-8218-0 
 13 BARRIOCANAL LÓPEZ, Y.; FARIÑA BUSTO, F. (1989) El antiguo Museo de Pinturas de Ourense. Ourense: Grupo Marcelo Macías ISBN 84-505-8749-2 
 14 TABOADA CID, M. (1988) Léxico de la comarca de Verín. Ourense: Grupo Marcelo Macías ISBN 84-604-3702-7 
 15 QUIROGA BARRO, G.(1988) Evolución dunha estructura agraria na Galicia interior: A Terra de Viana do Bolo. 1600-1820. Ourense: Grupo Marcelo Macías ISBN 84-604-3632-2 
 16 ALVARADO BLANCO, S.; RIVAS FERNÁNDEZ, J.C.; VEGA PATO, T. (1992) La Vía Nova en A Limia. Ourense: Grupo Marcelo Macías ISBN 84-604-3633-0 
 17 LÓPEZ CARREIRA, A. (1993) De Ourense medieval. Rexistro de Xoan García, 1484. Ourense: Grupo Marcelo Macías ISBN 84-604-3631-4 
18 XUSTO RODRÍGUEZ, M. (1993) Territorialidade castrexa e galaico-romana na Galicia suroriental: A Terra de Viana do Bolo. Ourense: Grupo Marcelo Macías ISBN 84-88522-01-0 
 19 FARIÑA BUSTO, F. (1994) Pazos, torres e curral do Bispo de Ourense. Ourense: Grupo Marcelo Macías ISBN 84-88522-02-9 
 20 FERRO COUSELO, X. (1995) Tumbo de Fiâes. Ourense: Grupo Marcelo Macías ISBN 84-88522-04-5 
 21 AA.VV. (1996) Xesús Ferro Couselo: Lembranzas, actividades, inquedanzas. Ourense: Grupo Marcelo Macías ISBN 84-88522-05-3 
 22 LÓPEZ CARREIRA, A. (1998) O Pleito das fortalezas da Cidade de Ourense (1455-1456). Ourense: Grupo Marcelo Macías ISBN 84-88522-06-1 
23 MARTÍNEZ-RISCO DAVIÑA, L. (1998) Análise temática e significación histórica do "Boletín de la Comisión Provincial de Monumentos de Ourense". Ourense: Grupo Marcelo Macías ISBN 84-88522-07-X 
 24 GALLEGO DOMÍNGUEZ, O. (1999) As barcas e os barcos de pasaxe da provincia de Ourense no Antigo Réxime. Ourense: Grupo Marcelo Macías ISBN 84-87575-74-9 
25 ALVARADO BLANCO, S.; RIVAS FERNÁNDEZ, J.C.; VEGA PATO, T. (2000) La Vía Romana XVIII (Vía Nova). Revisión de su trazado y mensuración.  Ourense: Grupo Marcelo Macías ISBN 84-87575-86-2 
 26 GALLEGO DOMÍNGUEZ, O.; BARRIOCANAL LÓPEZ, Y. (2000) Los Losada de la Granja y Pazo de la Freiría (A Pobra de Trives). Ourense: Grupo Marcelo Macías ISBN 84-88522-10-X 
 27 GALLEGO DOMÍNGUEZ, O. (2001) A cidade de Ourense: unha visión a través dos séculos. Ourense: Grupo Marcelo Macías ISBN 84-88522-12-6 
 28 FRAGA SAMPEDRO, Mª D. (2002) San Francisco de Ourense: análisis histórico-artístico de la iglesia y convento. Ourense: Grupo Marcelo Macías ISBN 84-88522-14-2 
 29 VILA ÁLVAREZ, J.A. (2006) Castelo Ramiro. Fortaleza Episcopal de Ourense. S. XIII-XV. Ourense: Grupo Marcelo Macías ISBN 84-88522-21-5 
 30 LÓPEZ ÁLVAREZ, Mª J. (2007) A terra de Cea no antigo réxime (1500-1850). Ourense: Grupo Marcelo Macías ISBN 84-88522-24-X 
 31 GALLEGO DOMÍNGUEZ, O. (2009) Os condes de Ribadavia. Dª Francisca Sarmiento e D. Enrique Enríquez. Notas documentais. Ourense: Grupo Marcelo Macías ISBN 978-84-88522-27-4 
 32 RODRÍGUEZ MUÑÍZ, V.(2010)O mosteiro de Santa Cristina de Ribas de Sil na Idade Media. Ourense: Grupo Marcelo Macías ISBN 978-84-88522-28-3 
 33 FARIÑA BUSTO, F. (2013) Comisión de Monumentos Históricos e Artísticos de Ourense, 1844-1967. Aproximación Histórica. Ourense: Grupo Marcelo Macías ISBN 978-84-88522-30-6 
 34 RODRÍGUEZ GONZÁLEZ, A. (2015) A Casa do Concello de Ourense. Ourense: Grupo Marcelo Macías ISBN 978-84-88522-31-3 
 35 LEIRÓS DE LA PEÑA, P. (2015) Un fidalgo galego no cambio de século. Pedro Ventura e o Pazo de Fontefiz. Ourense: Grupo Marcelo Macías ISBN 978-84-88522-32-0 
 36 AA.VV. (2016) Actas das I Xornadas Olga Gallego de Arquivos. Transparencia “versus” corrupción: os arquivos e a democracia. Ourense: Grupo Marcelo Macías ISBN 978-84-88522-33-7 
 37 GARCÍA DÍAZ, J.M. (2016) Plaza de San Martín, en Ourense. Del proyecto de Antonio Palacios a la actualidad. Ourense: Grupo Marcelo Macías ISBN 978-84-88522-34-4 
 38 VARIOS. (2017) Actas das II Xornadas Olga Gallego de Arquivos. Os arquivos da Administración local: política, planificación e sistemas fronte ao cambio. Ourense: Grupo Marcelo Macías ISBN 978-84-88522-36-8 
 39 OGANDO VÁZQUEZ, X.F., CARNICERO MÉNDEZ-AGUIRRE, J. (2018) "Álvaro de Cadaval Valladares y Sotomayor. Humanista y Erasmista Gallego su biblioteca e impresos" ISBN 978-84-88522-37-5 
 40 RIVAS FERNÁNDEZ, J.C. (2020) "Los cellarium y apotheca medievales monacales. Un excepcional patrimonio arquitectónico gallego olvidado". ISBN 978-84-88522-38-2
 41 Varios. (2022) III Encontro Olga Gallego de Arquivos. "Os Arquivos Familiares: Sumando miradas" ISBN 978-84-09-36211-0 
 42 DE JUANA LÓPEZ, J. (2023). "Breve biografía de Ruíz Padrón (1757-1823). Nuevas aportaciones en el bicentenario de su fallecimiento" ISBN 978-84-88522-40-5